# Gooise Zweefvliegclub
De Gooise Zweefvliegclub (GOZC) is een Nederlandse zweefvliegclub opgericht in 1936.

## Locatie
De vereniging heeft haar thuisbasis op het Vliegveld Hilversum. Hier bevindt zich de eigen hangar, een werkplaats alsmede het clubhuis met een terras. Het vliegseizoen loopt van maart tot december. Er wordt gevlogen over de gehele regio Gooi en Vechtstreek.

## Activiteiten
Behalve de reguliere lessen en vluchten worden er ook jaarlijks vliegkampen georganiseerd in het voorjaar en de zomer. Ook is er een buitenlandkamp. Het zomerkamp is bedoeld om de basistechnieken intensief te leren beheersen. De activiteiten worden begeleid door instructeurs in het vliegtuig en op de grond

## Vloot
De vereniging beschikt over een vloot van negen zweefvliegtuigen. Vliegtuigen en verder benodigd materieel is eigendom van de vereniging. Het betreft hier drie tweezitters die gebruikt worden voor de basisopleiding, vijf eenzitters voor solovliegers en een prestatietweezitter, een Duo Discus-XLT. Voor het starten aan de lier wordt gebruikgemaakt van een Skylaunch lier, daarnaast is de PH-GOZ beschikbaar als sleepvliegtuig.
| Type                    | Registratie | Zitplaatsen |
| ----------------------- | ----------- | ----------- |
| DG-1000S                | PH-1431     | 2           |
| DG-1000S                | PH-1432     | 2           |
| DG-1000S                | PH-1573     | 2           |
| SZD-51-1 Junior         | PH-1372     | 1           |
| SZD-51-1 Junior         | PH-1373     | 1           |
| Rolladen Schneider LS-4 | PH-790      | 1           |
| Rolladen Schneider LS-4 | PH-1644     | 1           |
| Schleicher Ka-8         | PH-370      | 1           |
| Duo Discus XLT          | PH-1489     | 2           |
| Discus 2cT              | PH-1603     | 1           |
| Aviat Husky A-1         | PH-GOZ      | 2           |

Vloot zoals op 18-05-2020